# پیترو فرراری
پیترو فرراری (به ایتالیایی: Pietro Ferrari) بازیکن فوتبال و اهل ایتالیا است که از سال ۱۹۴۰ میلادی عضو تیم ملی فوتبال ایتالیا بوده و در ۱ بازی ملی حضور داشته‌است. او در بازی‌های ملی‌اش ۱ گل دریافت کرد.
پیترو فرراری آخرین بازی ملی خود را در سال ۱۹۴۰ میلادی انجام داد.